# Туполевка
Ту́полевка (каз. Туполевка) — село у складі Зерендинського району Акмолинської області Казахстану. Входить до складу Аккольського сільського округу.
Населення — 19 осіб (2021; 93 у 2009, 182 у 1999, 319 у 1989).
Національний склад станом на 1989 рік:
- казахи — 56 %.